# 亚高山荚蒾
亚高山荚蒾（学名：Viburnum subalpinum）是五福花科荚蒾属的植物。分布在中国大陆的云南等地，生长于海拔3,500米至3,800米的地区，多生长在竹林和冷杉林中，目前尚未由人工引种栽培。

## 异名
- Viburnum chingii P. S. Hsu var. limitaneum (W. W. Smith) C. Y. Wu
- Viburnum subalpinum Hand.-Mazz. var. limitaneum (W. W. Smith) Hsu